# Liste des anciennes communes des Hautes-Pyrénées
Cette page a pour objectif de retracer toutes les modifications communales dans le département des Hautes-Pyrénées : les anciennes communes qui ont existé depuis la Révolution française, ainsi que les créations, les modifications officielles de nom, ainsi que les échanges de territoires entre communes.
Dans un département montagneux, bien que l'exode rural ait été marqué, le tissu communal est resté particulièrement stable depuis plus de 200 ans.
En 1800, le département comptait un nombre plutôt élevé de communes (504). Quelques fusions se sont opérées dans les années 1820-1840, le nombre de communes se stabilisant autour de 480 unités dès 1850. Depuis lors, les regroupements entre communes n'ont été que ponctuels. Ni la loi Marcellin dans les années 1970, ni le statut de "commune nouvelle" de 2010 n'ont réussi à redonner un véritable élan dans le mouvement de ces regroupements. Aujourd'hui le département compte 469 communes (au 1er janvier 2025).

## Fusions
| Nom de la nouvelle commune   | Communes réunies                           | Régime                                                   | Date (et nature) de la décision                 | Date d'effet                                    |
| ---------------------------- | ------------------------------------------ | -------------------------------------------------------- | ----------------------------------------------- | ----------------------------------------------- |
| Beyrède-Jumet-Camous         | Beyrède-Jumet                              | commune nouvelle (avec communes déléguées)               | 28 décembre 2018 (Arrêté)                       | 1er janvier 2019                                |
| Beyrède-Jumet-Camous         | Camous                                     | commune nouvelle (avec communes déléguées)               | 28 décembre 2018 (Arrêté)                       | 1er janvier 2019                                |
| Saligos                      | Saligos                                    | commune nouvelle (SANS communes déléguées)               | 14 septembre 2016 (Arrêté)                      | 1er janvier 2017                                |
| Saligos                      | Vizos                                      | commune nouvelle (SANS communes déléguées)               | 14 septembre 2016 (Arrêté)                      | 1er janvier 2017                                |
| Benqué-Molère                | Benqué                                     | commune nouvelle (SANS communes déléguées)               | 21 juillet 2016 (Arrêté)                        | 1er janvier 2017                                |
| Benqué-Molère                | Molère                                     | commune nouvelle (SANS communes déléguées)               | 21 juillet 2016 (Arrêté)                        | 1er janvier 2017                                |
| Loudenvielle                 | Loudenvielle                               | commune nouvelle (avec communes déléguées)               | 21 décembre 2015 (Arrêté)                       | 1er janvier 2016                                |
| Loudenvielle                 | Armenteule                                 | commune nouvelle (avec communes déléguées)               | 21 décembre 2015 (Arrêté)                       | 1er janvier 2016                                |
| Gavarnie-Gèdre               | Gèdre                                      | commune nouvelle (avec communes déléguées)               | 18 décembre 2015 (Arrêté)                       | 1er janvier 2016                                |
| Gavarnie-Gèdre               | Gavarnie                                   | commune nouvelle (avec communes déléguées)               | 18 décembre 2015 (Arrêté)                       | 1er janvier 2016                                |
| Adervielle-Pouchergues       | Adervielle                                 | fusion association                                       | 24 novembre 1987 (Arrêté)                       | 1er janvier 1988                                |
| Adervielle-Pouchergues       | Pouchergues                                | fusion association                                       | 24 novembre 1987 (Arrêté)                       | 1er janvier 1988                                |
| Cazaux-Fréchet-Anéran-Camors | Cazaux-Fréchet                             | fusion association (fusion simple depuis le 22-2-2002 ?) | 22 décembre 1978 (Arrêté)                       | 1er janvier 1979                                |
| Cazaux-Fréchet-Anéran-Camors | Anéran-Camors                              | fusion association (fusion simple depuis le 22-2-2002 ?) | 22 décembre 1978 (Arrêté)                       | 1er janvier 1979                                |
| Arrens-Marsous               | Arrens                                     | fusion simple                                            | 29 décembre 1972 (Arrêté)                       | 1er janvier 1973                                |
| Arrens-Marsous               | Marsous                                    | fusion simple                                            | 29 décembre 1972 (Arrêté)                       | 1er janvier 1973                                |
| Avezac-Prat-Lahitte          | Avezac-Prat                                | fusion association                                       | 28 décembre 1972 (Arrêté)                       | 1er janvier 1973                                |
| Avezac-Prat-Lahitte          | Lahitte                                    | fusion association                                       | 28 décembre 1972 (Arrêté)                       | 1er janvier 1973                                |
| Bordères-Louron              | Bordères-Louron                            | fusion association                                       | 22 décembre 1972 (Arrêté)                       | 1er janvier 1973                                |
| Bordères-Louron              | Ilhan                                      | fusion association                                       | 22 décembre 1972 (Arrêté)                       | 1er janvier 1973                                |
| Arrayou-Lahitte              | Arrayou                                    | fusion                                                   | 31 décembre 1964 (Arrêté)                       | 1er janvier 1965                                |
| Arrayou-Lahitte              | Lahitte-ez-Angles                          | fusion                                                   | 31 décembre 1964 (Arrêté)                       | 1er janvier 1965                                |
| Saint-Lary-Soulan            | Saint-Lary                                 | fusion                                                   | 23 décembre 1963 (Arrêté)                       | 1er janvier 1964                                |
| Saint-Lary-Soulan            | Soulan                                     | fusion                                                   | 23 décembre 1963 (Arrêté)                       | 1er janvier 1964                                |
| Ourdis-Cotdoussan            | Ourdis                                     | fusion                                                   | 25 février 1960 (Arrêté)                        | 16 avril 1960                                   |
| Ourdis-Cotdoussan            | Cotdoussan                                 | fusion                                                   | 25 février 1960 (Arrêté)                        | 16 avril 1960                                   |
| Aries-Espénan                | Aries                                      | fusion                                                   | 10 février 1858 (Décret)                        | 10 février 1858 (Décret)                        |
| Aries-Espénan                | Espénan                                    | fusion                                                   | 10 février 1858 (Décret)                        | 10 février 1858 (Décret)                        |
| Luby-Betmont                 | Luby                                       | fusion                                                   | 8 mai 1852 (Décret)                             | 8 mai 1852 (Décret)                             |
| Luby-Betmont                 | Betmont                                    | fusion                                                   | 8 mai 1852 (Décret)                             | 8 mai 1852 (Décret)                             |
| Artalens-Souin               | Artalens                                   | fusion                                                   | 2 février 1850 (Loi) 19 septembre 1848 (Arrêté) | 2 février 1850 (Loi) 19 septembre 1848 (Arrêté) |
| Artalens-Souin               | Souin                                      | fusion                                                   | 2 février 1850 (Loi) 19 septembre 1848 (Arrêté) | 2 février 1850 (Loi) 19 septembre 1848 (Arrêté) |
| Vier-Bordes                  | Vier                                       | fusion                                                   | 19 septembre 1848 (Arrêté)                      | 19 septembre 1848 (Arrêté)                      |
| Vier-Bordes                  | Bordes (canton d'Argelès)                  | fusion                                                   | 19 septembre 1848 (Arrêté)                      | 19 septembre 1848 (Arrêté)                      |
| Trouley-Labarthe             | Trouley                                    | fusion                                                   | 30 juillet 1847 (Ordonnance)                    | 30 juillet 1847 (Ordonnance)                    |
| Trouley-Labarthe             | Labarthe                                   | fusion                                                   | 30 juillet 1847 (Ordonnance)                    | 30 juillet 1847 (Ordonnance)                    |
| Agos-Vidalos                 | Agos                                       | fusion                                                   | 1846,                                           | 1846,                                           |
| Agos-Vidalos                 | Vidalos                                    | fusion                                                   | 1846,                                           | 1846,                                           |
| Ayzac-Ost                    | Ayzac                                      | fusion                                                   | 1846,                                           | 1846,                                           |
| Ayzac-Ost                    | Ost                                        | fusion                                                   | 1846,                                           | 1846,                                           |
| Lau-Balagnas                 | Lau                                        | fusion                                                   | 1846,                                           | 1846,                                           |
| Lau-Balagnas                 | Balagnas                                   | fusion                                                   | 1846,                                           | 1846,                                           |
| Sère-Lanso                   | Sère-ez-Angles                             | fusion                                                   | 1846,                                           | 1846,                                           |
| Sère-Lanso                   | Lanso                                      | fusion                                                   | 1846,                                           | 1846,                                           |
| Ayros-Arbouix                | Ayros                                      | fusion                                                   | 8 mars 1846 (Ordonnance)                        | 8 mars 1846 (Ordonnance)                        |
| Ayros-Arbouix                | Arbouix                                    | fusion                                                   | 8 mars 1846 (Ordonnance)                        | 8 mars 1846 (Ordonnance)                        |
| Esquièze-Sère                | Esquièze                                   | fusion                                                   | 8 mars 1846 (Ordonnance)                        | 8 mars 1846 (Ordonnance)                        |
| Esquièze-Sère                | Sère-Barèges                               | fusion                                                   | 8 mars 1846 (Ordonnance)                        | 8 mars 1846 (Ordonnance)                        |
| Berbérust-Lias               | Berbérust                                  | fusion                                                   | 8 mars 1846 (Ordonnance)                        | 8 mars 1846 (Ordonnance)                        |
| Berbérust-Lias               | Lias                                       | fusion                                                   | 8 mars 1846 (Ordonnance)                        | 8 mars 1846 (Ordonnance)                        |
| Escoubès-Pouts               | Escoubès                                   | fusion                                                   | 8 mars 1846 (Ordonnance)                        | 8 mars 1846 (Ordonnance)                        |
| Escoubès-Pouts               | Pouts                                      | fusion                                                   | 8 mars 1846 (Ordonnance)                        | 8 mars 1846 (Ordonnance)                        |
| Lubret-Saint-Luc             | Lubret                                     | fusion                                                   | 18 avril 1842 (Ordonnance)                      | 18 avril 1842 (Ordonnance)                      |
| Lubret-Saint-Luc             | Saint-Luc                                  | fusion                                                   | 18 avril 1842 (Ordonnance)                      | 18 avril 1842 (Ordonnance)                      |
| Sénac                        | Sénac                                      | fusion                                                   | 14 septembre 1836 (Ordonnance)                  | 14 septembre 1836 (Ordonnance)                  |
| Sénac                        | Lahitau                                    | fusion                                                   | 14 septembre 1836 (Ordonnance)                  | 14 septembre 1836 (Ordonnance)                  |
| Jarret                       | Jarret                                     | fusion                                                   | 6 mai 1836 (Ordonnance)                         | 6 mai 1836 (Ordonnance)                         |
| Jarret                       | Ayné                                       | fusion                                                   | 6 mai 1836 (Ordonnance)                         | 6 mai 1836 (Ordonnance)                         |
| Jarret                       | Louzourm                                   | fusion                                                   | 6 mai 1836 (Ordonnance)                         | 6 mai 1836 (Ordonnance)                         |
| Bouilh-Péreuilh              | Bouilh-Darré                               | fusion                                                   | 1831,                                           | 1831,                                           |
| Bouilh-Péreuilh              | Péreuilh                                   | fusion                                                   | 1831,                                           | 1831,                                           |
| Chelle-Debat                 | Chelle-Debat                               | fusion                                                   | 1828,                                           | 1828,                                           |
| Chelle-Debat                 | Pouey                                      | fusion                                                   | 1828,                                           | 1828,                                           |
| Argelès                      | Argelès                                    | fusion                                                   | 1824,                                           | 1824,                                           |
| Argelès                      | Vieuzac                                    | fusion                                                   | 1824,                                           | 1824,                                           |
| Luz                          | Luz                                        | fusion                                                   | 1823,                                           | 1823,                                           |
| Luz                          | Villenave                                  | fusion                                                   | 1823,                                           | 1823,                                           |
| La Barthe                    | La Barthe                                  | fusion                                                   | 1808,                                           | 1808,                                           |
| La Barthe                    | Mour                                       | fusion                                                   | 1808,                                           | 1808,                                           |
| Anéran-Camors                | Anéran                                     | fusion                                                   | 1806,                                           | 1806,                                           |
| Anéran-Camors                | Camors                                     | fusion                                                   | 1806,                                           | 1806,                                           |
| Cazaux-Fréchet               | Cazaux-Dessus                              | fusion                                                   | 1806,                                           | 1806,                                           |
| Cazaux-Fréchet               | Fréchet (canton de Bordères)               | fusion                                                   | 1806,                                           | 1806,                                           |
| Loudenvielle                 | Loudenvielle                               | fusion                                                   | 1806,                                           | 1806,                                           |
| Loudenvielle                 | Aranvielle                                 | fusion                                                   | 1806,                                           | 1806,                                           |
| Castelnau-Magnoac            | Castelnau-Magnoac                          | fusion                                                   | 1805,                                           | 1805,                                           |
| Castelnau-Magnoac            | Haulon                                     | fusion                                                   | 1805,                                           | 1805,                                           |
| Bagnères-de-Bigorre          | Bagnères-de-Bigorre                        | fusion                                                   | 1802,                                           | 1802,                                           |
| Bagnères-de-Bigorre          | Esquiou-Vallée-de-Bagnères                 | fusion                                                   | 1802,                                           | 1802,                                           |
| Bagnères-de-Bigorre          | Lesponne                                   | fusion                                                   | 1802,                                           | 1802,                                           |
| Bagnères-de-Bigorre          | Soulagnets                                 | fusion                                                   | 1802,                                           | 1802,                                           |
| Montastruc                   | Montastruc                                 | fusion                                                   | 1801-1806,                                      | 1801-1806,                                      |
| Montastruc                   | Lannecorbin                                | fusion                                                   | 1801-1806,                                      | 1801-1806,                                      |
| Avezac-Prat                  | Avezac                                     | fusion                                                   | 1801-1806                                       | 1801-1806                                       |
| Avezac-Prat                  | Prat                                       | fusion                                                   | 1801-1806                                       | 1801-1806                                       |
| Jarret                       | Jarret                                     | fusion                                                   | 1795-1800,                                      | 1795-1800,                                      |
| Jarret                       | Leret                                      | fusion                                                   | 1795-1800,                                      | 1795-1800,                                      |
| Ancizan                      | Ancizan                                    | fusion                                                   | 1791-1801                                       | 1791-1801                                       |
| Ancizan                      | Ousten                                     | fusion                                                   | 1791-1801                                       | 1791-1801                                       |
| Artalens                     | Artalens                                   | fusion                                                   | 1791-1801                                       | 1791-1801                                       |
| Artalens                     | Saint-André (ou Saint-Audrey)              | fusion                                                   | 1791-1801                                       | 1791-1801                                       |
| Boô-Silhen                   | Boô                                        | fusion                                                   | 1791-1801                                       | 1791-1801                                       |
| Boô-Silhen                   | Asmets                                     | fusion                                                   | 1791-1801                                       | 1791-1801                                       |
| Boô-Silhen                   | Silhen                                     | fusion                                                   | 1791-1801                                       | 1791-1801                                       |
| Cadeilhan-Trachère           | Cadeilhan                                  | fusion                                                   | 1791-1801                                       | 1791-1801                                       |
| Cadeilhan-Trachère           | Trachère                                   | fusion                                                   | 1791-1801                                       | 1791-1801                                       |
| Lourdes                      | Lourdes                                    | fusion                                                   | 1791-1801                                       | 1791-1801                                       |
| Lourdes                      | Anclades                                   | fusion                                                   | 1791-1801                                       | 1791-1801                                       |
| Lourdes                      | Saux                                       | fusion                                                   | 1791-1801                                       | 1791-1801                                       |
| Vic-en-Bigorre               | Vic-en-Bigorre                             | fusion                                                   | 1791-1801                                       | 1791-1801                                       |
| Vic-en-Bigorre               | Baloc                                      | fusion                                                   | 1791-1801                                       | 1791-1801                                       |
| Villelongue                  | Lalanne                                    | fusion                                                   | 1791-1801                                       | 1791-1801                                       |
| Villelongue                  | Ortiac                                     | fusion                                                   | 1791-1801                                       | 1791-1801                                       |
| Villelongue                  | Saint-Orens                                | fusion                                                   | 1791-1801                                       | 1791-1801                                       |
| Beyrède-Jumet                | Beyrède                                    | fusion                                                   | 1790-1794,                                      | 1790-1794,                                      |
| Beyrède-Jumet                | Jumet                                      | fusion                                                   | 1790-1794,                                      | 1790-1794,                                      |
| Fréchou-Fréchet              | Fréchou                                    | fusion                                                   | 1790-1794,                                      | 1790-1794,                                      |
| Fréchou-Fréchet              | Fréchet (canton de Bernac puis de Tournay) | fusion                                                   | 1790-1794,                                      | 1790-1794,                                      |
| Peyrun                       | Peyrun                                     | fusion                                                   | 1790-1794                                       | 1790-1794                                       |
| Peyrun                       | Sos                                        | fusion                                                   | 1790-1794                                       | 1790-1794                                       |
| Tibiran-Jaunac               | Tibiran                                    | fusion                                                   | 1790-1794,                                      | 1790-1794,                                      |
| Tibiran-Jaunac               | Jaunac                                     | fusion                                                   | 1790-1794,                                      | 1790-1794,                                      |
| Arreau                       | Arreau                                     | fusion                                                   | 1790                                            | 1790                                            |
| Arreau                       | Garian                                     | fusion                                                   | 1790                                            | 1790                                            |

## Créations et rétablissements
| Nouvelle commune   | Commune affectée                     | Mode de création                             | Date (et nature) de la décision | Date d'effet              |
| ------------------ | ------------------------------------ | -------------------------------------------- | ------------------------------- | ------------------------- |
| Cantaous           | Tuzaguet                             | Démembrement                                 | 15 juillet 1957 (Arrêté)        | 16 mai 1958               |
| Barèges            | Betpouey-Barèges (commune supprimée) | Démembrement et suppression (rétablissement) | 9 août 1946 (Décret)            | 16 août 1946              |
| Betpouey           | Betpouey-Barèges (commune supprimée) | Démembrement et suppression (rétablissement) | 9 août 1946 (Décret)            | 16 août 1946              |
| Houeydets          | Castelbajac                          | Démembrement                                 | 13 mai 1865 (Loi)               | 13 mai 1865 (Loi)         |
| Escondeaux         | Rabastens                            | Démembrement                                 | 9 juillet 1845 (Loi)            | 9 juillet 1845 (Loi)      |
| Nistos-Haut-et-Bas | Bize-Nistos                          | Démembrement                                 | 25 mai 1844 (Ordonnance)        | 25 mai 1844 (Ordonnance)  |
| Gavarnie           | Luz                                  | Démembrements                                | 5 août 1842 (Ordonnance)        | 5 août 1842 (Ordonnance)  |
| Gèdre              | Luz                                  | Démembrements                                | 5 août 1842 (Ordonnance)        | 5 août 1842 (Ordonnance)  |
| Estaing            | Aucun                                | Démembrement                                 | 18 mars 1836 (Ordonnance)       | 18 mars 1836 (Ordonnance) |
| Estaing            | Bun                                  | Démembrement                                 | 18 mars 1836 (Ordonnance)       | 18 mars 1836 (Ordonnance) |
| Germs              | Cotdoussan                           | Démembrement                                 | 1810,                           | 1810,                     |

## Modifications de nom officiel
| Ancien nom           | Nouveau nom            | Date (et nature) de la décision |
| -------------------- | ---------------------- | ------------------------------- |
| Argelès              | Argelès-Bagnères       | 1er août 2003 (Décret)          |
| Trie                 | Trie-sur-Baïse         | 30 avril 1966 (Décret)          |
| Arrodets             | Arrodets-ez-Angles     | 3 avril 1962 (Décret)           |
| Aspin                | Aspin-en-Lavedan       | 3 avril 1962 (Décret)           |
| Bourg                | Bourg-de-Bigorre       | 3 avril 1962 (Décret)           |
| Luz                  | Luz-Saint-Sauveur      | 3 avril 1962 (Décret)           |
| Rabastens            | Rabastens-de-Bigorre   | 3 avril 1962 (Décret)           |
| Saint-Laurent        | Saint-Laurent-de-Neste | 3 avril 1962 (Décret)           |
| Saint-Pé             | Saint-Pé-de-Bigorre    | 3 avril 1962 (Décret)           |
| Saint-Sever          | Saint-Sever-de-Rustan  | 3 avril 1962 (Décret)           |
| Sère                 | Sère-en-Lavedan        | 3 avril 1962 (Décret)           |
| Aspin                | Aspin-Aure             | 27 novembre 1957 (Décret)       |
| Lahitte              | Lahitte-ez-Angles      | 27 novembre 1957 (Décret)       |
| Nistos-Haut-et-Bas   | Nistos                 | 27 novembre 1957 (Décret)       |
| Mazères              | Mazères-de-Neste       | 27 janvier 1953 (Décret)        |
| Arras                | Arras-en-Lavedan       | 9 juin 1937 (Décret)            |
| Caussade             | Caussade-Rivière       | 15 novembre 1932 (Décret)       |
| Germs                | Germs-sur-l'Oussouet   | 15 novembre 1932 (Décret)       |
| Sarriac              | Sarriac-Bigorre        | 15 novembre 1932 (Décret)       |
| Sariac               | Sariac-Magnoac         | 3 mai 1925 (Décret)             |
| Betpouey             | Betpouey-Barèges       | 4 février 1922 (Décret)         |
| Thermes              | Thermes-Magnoac        | 24 octobre 1919 (Décret)        |
| Lalanne              | Lalanne-Trie           | 1er janvier 1919 (Décret)       |
| Labatut              | Labatut-Rivière        | 26 août 1910 (Décret)           |
| Bize-Nistos          | Bize                   | 18 novembre 1907 (Décret)       |
| Bourrepaux           | Bonrepos               | 1905                            |
| Nestalas             | Pierrefitte-Nestalas   | 11 novembre 1901 (Décret)       |
| Azet-Trachère        | Azet                   | 5 décembre 1898 (Décret)        |
| Bordères             | Bordères-sur-l'Échez   | 30 janvier 1897 (Décret)        |
| Bordères-près-Arreau | Bordères-Louron        | 19 janvier 1897 (Décret)        |
| Argelès              | Argelès-Gazost         | 31 décembre 1896 (Décret)       |
| La Barthe            | La Barthe-de-Neste     | 27 novembre 1889 (Décret)       |
| Loures               | Loures-Barousse        | 8 janvier 1883 (Décret)         |

## Modifications de limites communales
Le plus souvent, les modifications des limites communales décidées par arrêtés préfectoraux ne sont pas répertoriées dans le Journal officiel ni dans le Bulletin officiel.
| La commune de ...             | ... cède du territoire à la commune de ... | précisions                                                               | Date (et nature) de la décision                |
| ----------------------------- | ------------------------------------------ | ------------------------------------------------------------------------ | ---------------------------------------------- |
| Arreau                        | Campan                                     | Superficie de 8 ha 33 a 35 ca                                            | 29 mars 2019 (Décret)                          |
| Campan                        | Arreau                                     | Superficie de 3 ha 60 a 93 ca                                            | 29 mars 2019 (Décret)                          |
| Camalès                       | Pujo                                       | 19 habitants                                                             | 27 avril 1970 (Décret)                         |
| Sers                          | Barèges                                    | Superficie de 1855 ha                                                    | 17 novembre 1967 (Décret)                      |
| Lourdes Poueyferré            | Poueyferré Lourdes                         |                                                                          | 4 novembre 1966 (Arrêté) 9 mai 1967 (Arrêté)   |
| Saint-Lary-Soulan Vielle-Aure | Vielle-Aure Saint-Lary-Soulan              |                                                                          | 14 janvier 1965 (Arrêté) 18 août 1965 (Arrêté) |
| Sacoué                        | Seich                                      | Hameau d'Arise 31 habitants                                              | 2 juillet 1964 (Décret)                        |
| Sacoué                        | Nistos                                     | Hameau d'Arise                                                           | 6 décembre 1948 (Décret)                       |
| Luz                           | Gèdre                                      | Territoires de Saussa, Ayrues, Trimbareilles, Pragnères et Sarrat-de-Ben | 17 août 1897 (Décret)                          |
| Castelnau-Magnoac             | Peyret-Saint-André                         | Section de Lannemajou                                                    | 1874                                           |
| Galan                         | Tournous-Devant                            |                                                                          | 4 mars 1863 (Loi)                              |
| Fontrailles                   | Montaut (département du Gers)              | Section des Marguils (enclave)                                           | 30 mars 1831 (Loi)                             |
| Tournous-Devant Campuzan      | Campuzan Tournous-Devant                   | Terrains dits : "quartier des Payssats"                                  | 26 mars 1829 (Loi)                             |
| Esquièze                      | Luz                                        | Hameaux de Saussa et Héas                                                | 1823                                           |
| Sassis                        | Luz                                        | Hameau d'Ayrues                                                          | 1823                                           |
| Sazos                         | Luz                                        | Hameaux de Sia et Trimbareilles                                          | 1823                                           |

## Communes associées
Liste des communes ayant, ou ayant eu (en italique), à la suite d'une fusion, le statut de commune associée.
| Nom de la commune | Code INSEE | Fusion-association                     | Fusion-association | Fusion-association | Fusion-association                       | Transformation de l'association en fusion simple | Transformation de l'association en fusion simple |
| Nom de la commune | Code INSEE | date de la décision                    | date d'effet       | commune absorbante | nom de la commune résultant de la fusion | date de la décision                              | date d'effet                                     |
| ----------------- | ---------- | -------------------------------------- | ------------------ | ------------------ | ---------------------------------------- | ------------------------------------------------ | ------------------------------------------------ |
| Pouchergues       | 65365      | Arrêté préfectoral du 24 novembre 1987 | 1er janvier 1988   | Adervielle         | Adervielle-Pouchergues                   |                                                  |                                                  |
| Lahitte           | 65246      | Arrêté préfectoral du 28 décembre 1972 | 1er janvier 1973   | Avezac-Prat        | Avezac-Prat-Lahitte                      |                                                  |                                                  |
| Ilhan             | 65227      | Arrêté préfectoral du 22 décembre 1972 | 1er janvier 1973   | Bordères-Louron    | Bordères-Louron                          |                                                  |                                                  |
| Anéran-Camors     | 65008      | Arrêté préfectoral du 22 décembre 1978 | 1er janvier 1979   | Cazaux-Fréchet     | Cazaux-Fréchet-Anéran-Camors             | Arrêté préfectoral du 18 février 2002            | 22 février 2002                                  |